# Horacio Clemente
Horacio Domingo Clemente (Buenos Aires; 23 de noviembre de 1930-18 de agosto de 2025)  es un escritor de cuentos para niños argentino. La intención de su obra se puede resumir en una sigla que él creó para definir su escritura: LIJATE (Literatura Infanto Juvenil Adultos Terceraedad) , con la que propone que la obra de ficción pueda ser leída por personas de todas las edades.

## Biografía
Hijo de Carmelo Clemente y de  Juana Catalina Greco, ambos descendientes de italianos, tuvo tres hermanos, y se crio hasta los cuatro años en el barrio de Palermo Viejo de Buenos Aires. Luego, hasta los veintisiete, vivió en el barrio de Belgrano, donde la calle se hizo su verdadera escuela junto a amigos que lo fueron durante toda su vida. Esa experiencia de crecer en la calle del barrio de Belgrano conforma parte del estilo de su posterior escritura.  En un artículo publicado en el diario Tiempo Argentino, declaró:

Allí, (...) la calle era mi libertad. A pesar de que era castigado sólo de palabra, yo sentía que en mi casa había un ambiente depresivo, y en la calle no sufría. Jugaba a la pelota, podía gritar. Eso fue todo lo que yo volqué en mis cuentos.

A partir de 1966, comenzó a publicar en la colección Cuentos de Polidoro, coordinada por la escritora Beatriz Ferro del Centro Editor de América Latina,(CEAL), editorial dirigida por Boris Spivacow. En esa colección,  escribió cinco versiones de historias extraídas de Las mil y una noches: Simbad, el marino, La bolsa encantada, El caballo volador, Alí Babá y los cuarenta ladrones, y Aladino y la lámpara maravillosa, ilustrados por Napoleón, bajo la dirección gráfica  del dibujante Oscar Díaz.
Entre 1972 y 1989, se dedicó a la fotografía, etapa que quedó registrada con la publicación de su libro Fotografiando a Buenos Aires, Fondo Nacional de las Artes 1987. A partir de entonces, continuó escribiendo  y  publicando libros que recibieron menciones en la lista de ALIJA, y otros como la novela De viaje que fue premiada en España, editada allí y luego reeditada en Argentina. A su vez, los cinco cuentos editados en Cuentos de Polidoro fueron reeditados por Editorial Estrada.
Se casó con Estela Espezel, profesora de Filosofía, y tuvieron dos hijos.

## Distinciones
- Declarado Visitante Ilustre en la ciudad de Crespo, Entre Ríos, Argentina. Año 2012.

- Premio Nacional y Latinoamericano de Literatura Infantil y Juvenil La Hormiguita Viajera, como Maestro Latinoamericano de LyJ.[5]
- Personalidad Destacada de la Ciudad de Buenos Aires, premio otorgado por la Legislatura Porteña, en marzo de 2017, por iniciativa del diputado Marcelo Guouman.[6]
- Reconocimiento a la Actividad Literaria de la Ciudad Autónoma de Buenos Aires, año 2012, consistente en una pensión vitalicia a escritores de reconocida trayectoria. La recibió junto a Álvaro Abós, Bernardo Kleiner, Alberto Laiseca, Diego Mare, y María del Carmen Suárez. Proyecto presentado por el diputado Carlos Heller.

## Libros publicados
- Ventanales a la luna, poesía,  Instituto Amigos del Libro Argentino, 1955, dirigido por los poetas Aristóbulo Etchegaray y Germán Berdiales.
- Crónicas del yo romántico, poesía; editado por Stilcograf en 1957.
- El Ojo, poesía; editado por Seijas—Goyanarte en 1964 con el auspicio del Fondo nacional de las Artes. Tercer Premio Municipal 1964
- Alí Babá y los cuarenta ladrones, Aladino y la lámpara maravillosa, Simbad el marino, La bolsa encantada, El caballo volador. CEAL. (Estas cinco adaptaciones llevan actualmente el sello de la Editorial Estrada que las reeditó a partir de 2008)
- Fotografiando en Buenos Aires, edición auspiciada por el Fondo nacional de las Artes,  1987.
- Historias de perros y otras personas, El obelisco de Buenos Aires y otras extravagancias, El Zoológico por afuera, Vidas de artista. Cuatro libros de cuentos para chicos publicados por Libros del Quirquincho que dirigió Graciela Montes y que aparecieron entre 1988 y 1992. (El obelisco de Buenos Aires fue ampliado y reeditado por Sudamericana en 1999.)
- La gallina de los huevos duros, Sudamericana, 1990 (reeditado por Abran Cancha en 2010.)
- Asaltos de rana, Editorial Sudamericana, 1994
- Amores imposibles y otros encantamientos, Colihue, 1995
- De viaje, finalista en concurso de EDEBE 1996, de España, y publicado en ese país en 1997 (reeditado por Amauta de  la Argentina en 2012)
- Andanzas de Juan el Zorro (adaptaciones de cuentos populares de la Argentina),  ODO, 1999
- EL Chancho limpio, Sudamericana,  2001
- El perro que les tenía miedo a los gatos,  Sudamericana, 2006
- Historias con perros y gatos,  Estrada, 2009
- El pueblo de San Perro, Las bestias peludas, 2013
- La nena que quería ser perro,  Sudamericana, 2016
- La gallina enamorada, Editorial Hola Chicos, 2016
- El Quijote. Hola Chicos, 2016 (edición corregida y aumentada. Una edición anterior  fue publicada por Editorial Astralib en 2005)